# El rey de Nueva York
"King of New York", conocida en castellano como El rey de Nueva York es una película estadounidense de 1990, protagonizada por Christopher Walken y dirigida por el realizador de cine independiente Abel Ferrara. Fue escrita por Nicholas St. John, amigo cercano de Ferrara. Está protagonizada por Christopher Walken, Laurence Fishburne, David Caruso, Victor Argo y Wesley Snipes, con papeles secundarios interpretados por Giancarlo Esposito, Steve Buscemi, Paul Calderón, Janet Julian y Theresa Randle. Walken interpreta a Frank White, un capo de la droga de la ciudad de Nueva York que reconstruye su imperio criminal después de su liberación de prisión, al mismo tiempo que intenta ser legítimo.
La película fue estrenada por Carolco Pictures (a través de New Line Cinema) el 28 de septiembre de 1990. Recibió críticas mixtas de los críticos, y varios criticaron la violencia y el tono oscuro de la película. Las críticas retrospectivas han sido mucho más positivas, y la película ha sido descrita como una de las mejores de Ferrara.
La producción y costos de la película fue financiada por aficionados importantes de Italia, entre ellos Silvio Berlusconi.

## Argumento
Frank White (Christopher Walken), un capo de la droga, viaja a Nueva York en una limusina después de ser liberado de Sing Sing. Emilio El Zapa (Freddy Howard), un narcotraficante colombiano, es asesinado a tiros y los asesinos le muestran el titular de un periódico anunciando la liberación de Frank. El socio de Zapa, King Tito (Ernest Abuba), está en una habitación de hotel con Jimmy Jump (Laurence Fishburne) y Test Tube (Steve Buscemi), quienes están negociando una compra de cocaína. Jimmy y Test Tube disparan a Tito y sus guardaespaldas y roban la cocaína.
Más tarde, en una suite en el Hotel Plaza, Frank es recibido por Jimmy, Test Tube y otros miembros de su pandilla. Frank sale a cenar con dos de sus abogados, Joey Dalesio (Paul Calderon) y Jennifer (Janet Julian). Frank expresa su deseo de ser alcalde y le pide a Dalesio que organice una reunión con el jefe de la mafia, Arty Clay (Frank Gio). Él y Jennifer se van a dar un paseo en metro. Mientras se besan, son enfrentados por asaltantes. Frank les muestra su arma y luego les da un fajo de dinero, diciéndoles que lo buscaran en el Plaza si querían trabajar.
Dalesio va a Little Italy para organizar una reunión con Clay, pero la mafia orina en sus zapatos y le dicen que es un mensaje para su jefe. Frank, Jump y otros miembros de la pandilla van al club social de Clay, donde Frank le dice a Clay que quiere un porcentaje de todas sus ganancias. Cuando Clay lo insulta, Frank lo mata. Antes de irse, le dice a los hombres de Clay que todos pueden encontrar empleo en el Plaza.
La noche siguiente, Frank se enfrenta a los detectives Bishop (Victor Argo), Gilley (David Caruso) y Flanigan (Wesley Snipes), del escuadrón de narcóticos de la policía de Nueva York. Lo llevan a un lote vacío donde le muestran el cuerpo de El Zapa en el maletero. Cuando Frank se niega a confesar, Gilley y Flanigan lo golpean y lo dejan en el estacionamiento. Frank envía a Dalesio a Chinatown para ponerse en contacto con el líder de la Tríada, Larry Wong (Joey Chin), que tiene cocaína por un valor de 15 millones de dólares. Larry exige 3 millones de dólares por adelantado y otros 500,000 después de que se vendan las drogas. Frank responde que los dos deberían formar un equipo y luego dividir las ganancias en partes iguales. Larry lo rechaza y exige que Frank decida de inmediato si quiere comprar las drogas. Frank declina.
Gilley y Flanigan arrestan a Jimmy Jump y a varios de los secuaces de Frank, quienes revelan que uno de los guardaespaldas de Tito está vivo y dispuesto a testificar. Cuando Frank se entera del arresto de sus hombres, ordena a sus abogados que arreglen su liberación. Luego, se dirigen a Chinatown, donde matan a Larry y su pandilla y toman la cocaína.
Gilley, Flanigan y otros oficiales se hacen pasar por traficantes de drogas y sobornan a Dalesio para que los lleve al club nocturno donde Frank y sus hombres están de fiesta. En ese momento, estalla una balacera, donde varios miembros de la pandilla de Frank mueren. Huyendo por el Puente de Queensboro, Frank y Jump intercambian disparos con la policía, matando a todos menos a Gilley y Flanigan. Después de evadir a sus perseguidores, los dos hombres se separan. Acercándose sigilosamente a Flanigan, Jump le dispara en el pecho, perforando su chaleco. Al ver esto, Gilley dispara a Jump varias veces en el pecho y el estómago. Gilley intenta dar RCP a compañero en vano y termina matando a Jump con un disparo en la cabeza. Unos días después, en el funeral de Flanigan, Frank mata a Gilley.
Después de ordenarle a sus hombres que entierren a Dalesio junto al dinero que recibió por parte de la policía, Frank va al departamento de Bishop y le dice que ha puesto una recompensa de $250,000 por cada detective involucrado en el caso. Apuntándole a Bishop con su pistola, Frank explica que mató a Tito, Larry, Arty Clay y Zapa porque desaprobaba su participación en el tráfico de personas y la prostitución infantil.
Frank obliga a Bishop a esposarse a una silla. Cuando Frank se dirige al metro, Bishop usa un arma oculta para liberarse. Bishop acorrala a Frank en un vagón del metro. Frank le dispara a Bishop, matándolo, pero el policía puede disparar un último disparo. En un taxi en Times Square, Frank revela que ha sido alcanzado por la bala. Mientras los policías rodean el auto, Frank cierra los ojos y se desvanece.

## Reparto
- Christopher Walken - Frank White
- David Caruso - Dennis Gilley
- Laurence Fishburne - Jimmy Jump
- Victor Argo - Roy Bishop
- Wesley Snipes - Thomas Flanigan
- Janet Julian - Jennifer
- Joey Chin - Larry Wong
- Giancarlo Esposito - Lance
- Paul Calderon - Joey Dalesio
- Steve Buscemi - Test Tube
- Theresa Randle - Raye
- Freddy Howard - Emilio El Zapa
- Leonard L. Thomas - Blood
- Roger Guenveur Smith - Tanner
- Carrie Nygren - Melanie
- Ernest Abuba - King Tito
- Frank Adonis - Paul Calgari
- Vanessa Angel - Inglesa
- Erica Gimpel - Dr. Shute

## En la cultura popular
El rapero The Notorious B.I.G. a veces se refería a sí mismo con el apodo de 'Frank White', en honor al personaje principal de esta película.